# Lits församling
Lits församling var en församling i Härnösands stift. Församlingen låg i Östersunds kommun i Jämtlands län. Församlingen uppgick 2010 i Häggenås-Lit-Kyrkås församling.

## Administrativ historik
Församlingen har medeltida ursprung. På 1400-talet utbröts Kyrkås församling. 
Församlingen var moderförsamling till 2010 i pastoratet Lit, Häggenås och Kyrkås, där även Föllinge församling ingick från omkring 1550 till 1746 och där Häggenäs församling utgick 1 maj 1922 för att 2002 åter ingå i Häggenås-Lit-Kyrkås pastorat.  Församlingen uppgick 2010 i Häggenås-Lit-Kyrkås församling.

## Kyrkor
- Lits kyrka